# Club Juventud Progreso
El Club Social Deportivo Juventud Progreso fue un club de fútbol peruano de la ciudad de Barranca en el Departamento de Lima. Fue fundado en 1957 y jugó en la Segunda División del Perú en los años 1980.

## Historia
Fue fundado el 19 de junio de 1917 por un grupo de jóvenes de la Calle Moore (hoy Jirón Castilla). Su primer presidente fue Juan Nicho.
Fue invitado a integrar a la Segunda División del Perú en 1984, su mejor campaña fue en 1985 donde quedó en tercer lugar. Descendió a su liga de origen en 1991 cuando se redujo el número de equipos en la categoría.

## Uniforme
- Uniforme titular: Camiseta rosada, pantalón negro, medias negras.

## Datos del club
- Temporadas en Segunda División: 8 (1984-1991).

## Entrenadores
- Pedro Ruiz La Rosa (1989)
- Emilio Barra (1992)